# UEFA Intertoto Cup
UEFA Intertoto Cup også kendt som Toto Cuppen var en europæisk fodboldturnering for klubhold, som blev arrangeret af UEFA hvert år. Turneringen var for de bedste europæiske klubber, der hverken havde kvalificeret sig til UEFA Champions League eller UEFA Cuppen. De 11 vindere fik adgang til UEFA Cuppen. AGF, Lyngby BK, Silkeborg IF, OB og AaB har alle prøvet at vinde deres gruppe og dermed blive vindere på niveau med de andre gruppevindere i den periode hvor der hvert år blev kåret fra tre til 11 vindere. Fra sæsonen 2009/2010 blev turneringen afskaffet. Dette skete samtidig med at UEFA Cuppen skiftede navn til Europa League.
Turneringen blev første gang spillet i 1962 med Ajax Amsterdam som vinder. Frem til 1967 var der kun en vinder af turneringen. Vinderen fik en titel og en pengepræmie. Fra 1968 blev der turneringen lavet om, således at holdene blev inddelt i en række grupper. Vinderne af disse grupper fik penge. Dette betød, at man ikke længere kunne kåre en egentlig vinder. Denne struktur varede til og med 1994. I 1995 blev turneringen ændret til at have 3 vindere, der fik pladser i UEFA Cuppen. Turneringen fik dog hurtigt et dårligt ry, fordi der var mange kampe, og antallet af "præmier" var få. Grundet dette begyndte flere lande (heriblandt også Danmark) at takke nej til at deltage i turneringen. Derfor blev strukturen ændret i 2006, således at der nu var 11 vindere og kun 3 runder. Dette gjorde turneringen attraktiv igen. Alligevel spilles turneringen for sidste gang i sommeren 2008.
Turneringen er i Danmark også kendt for, at tipskuponen bliver fuldstændig uforudsigelig, når der er Toto Cup-kampe på kuponen, da det er en masse mere eller mindre obskure hold, der spiller mod hinanden.

## Vindere

### 1962-1966
- 1962:  Ajax Amsterdam
- 1963:  Slovan Bratislava
- 1964:  Slovan Bratislava
- 1965:  Polonia Bytom
- 1966:  Lokomotiv Leipzig
- 1967:  Eintracht Frankfurt

### 1995-2005
- 1995:  FC Girondins de Bordeaux,  RC Strasbourg
- 1996:  Karlsruhe SC,  Silkeborg IF,  En Avant Guingamp
- 1997:  AJ Auxerre,  SC Bastia,  Olympique Lyon
- 1998:  Bologna FC,  Valencia CF,  SV Werder Bremen
- 1999:  Juventus,  Montpeiller HSC,  West Ham United
- 2000:  Celta Vigo,  VfB Stuttgart,  Udinese Calcio
- 2001:  Aston Villa,  Paris SG,  Troyes AC
- 2002:  Fulham FC,  Málaga CF,  VfB Stuttgart
- 2003:  Perugia Calcio,  Schalke 04,  Villarreal CF
- 2004:  Lille OSC,  Schalke 04,  Villarreal CF
- 2005:  Hamburger SV,  RC Lens,  Olympique Marseilles

### Siden 2006
| År   |                   |                 |                  |                     |
| ---- | ----------------- | --------------- | ---------------- | ------------------- |
| 2006 | Newcastle United  | FC Twente       | OB               | Ethnikos Achna FC   |
| 2006 | AJ Auxerre        | Kayserispor     | Grasshoppers     | Olympique Marseille |
| 2006 | Hertha BSC Berlin | SV Ried         | NK Maribor       |                     |
| 2007 | AaB               | Atlético Madrid | Blackburn Rovers | Galati              |
| 2007 | Hamburger SV      | Hammarby IF     | RC Lens          | Rapid Wien          |
| 2007 | Sampdoria         | Tobol Kostanay  | União Leiria     |                     |

## Danske deltagere
- AGF
- B 1903
- BK Frem
- Brøndby IF
- Esbjerg fB
- F.C. København
- Hvidovre IF
- Ikast FS
- KB
- Lyngby BK
- Næstved BK
- OB
- Silkeborg IF
- Vejle BK
- AaB